# Iranolacerta zagrosica
Iranolacerta zagrosica är en ödleart som beskrevs av  Rastegar-Pouyani och NILSON 1998. Iranolacerta zagrosica ingår i släktet Iranolacerta och familjen lacertider. Inga underarter finns listade i Catalogue of Life.
Arten förekommer i västra Iran. Honor lägger ägg. Utbredningsområdet är en liten region i bergstrakten Zagros. Den ligger mellan 2640 och 3200 meter över havet. Landskapet är klippig med glest fördelad växtlighet. Iranolacerta zagrosica solbadar ofta.
För beståndet är inga hot kända. Hela populationen anses vara stabil. IUCN listar arten som livskraftig (LC).